# نيكي جيلز
نيكي جيلز (بالإنجليزية: Nicki Gillis)‏ هي مغنية أسترالية، ولدت في 31 يناير 1970.

## وصلات خارجية
- نيكي جيلز على موقع ميوزك برينز (الإنجليزية)